# Людина з Бокстена

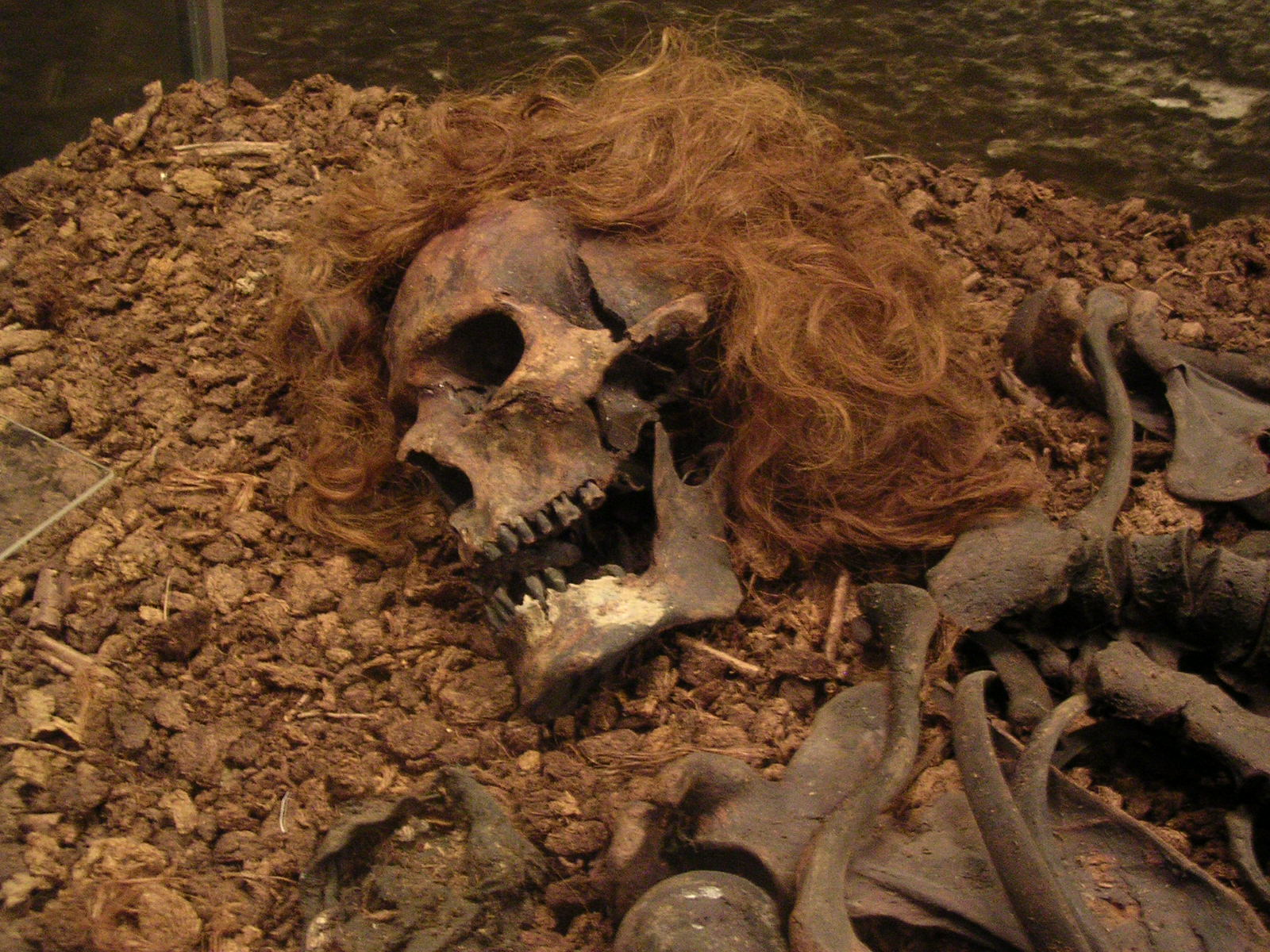
Людина з Бокстена

Людина з Бокстена (Boxsten) - залишки тіла чоловіка, що жив в середньовіччі, знайдені в болоті в муніципалітеті Варберг (Швеція). 
Одна з найкраще збережених знахідок в Європі з цієї ери. 
Виставлені в окружному музеї Варбергу. 
Чоловіка було вбито і скинуто на дно озера, яке пізніше перетворилося на болото. 
Болото, в якому знайшли тіло, лежить в 15 милях на схід від Варберга, на західному узбережжі Швеції, біля найважливішого середньовічного шляху цієї місцевості - Віа Регія.